# 蘇黎世保險
苏黎世保险集团有限公司（Zurich Insurance Group Ltd，ZURN），通常称为“苏黎世”，是一家瑞士保险公司，总部位于瑞士苏黎世。苏黎世保险集团是瑞士最大的一家保险公司。截至 2013 年，根据《福布斯》杂志公布的“全球上市公司 2000 强”排行榜，苏黎世为全球第 75 大上市公司，截至 2011 并在 Interbrand 全球最佳品牌 100 强排行榜上位列第 94 名。
苏黎世保险集团有限公司是一家全球性保险公司，共分为三个核心业务部门：General Insurance、Global Life 和 Farmers.公司拥有 60,000 名左右的员工，他们为全球 170 多个国家及地区的客户提供服务。
苏黎世保险集团有限公司已在瑞士证券交易所上市。2012年，集团的股东权益为 34,494 亿美元，资本状况稳健。

## 历史
公司在 1872 年作为一家海上再保险公司组建而成，当时的名称为“Versicherungs-Verein”（保险协会），是 Schweiz Marine Company 的一家子公司。2000 年，在进行大量收购后，公司重组成了一家控股公司 – 苏黎世金融服务有限公司（Zurich Financial Services）。
2012 年 4 月，苏黎世金融服务有限公司更名为苏黎世保险集团有限公司。名称的变更体现了在最近几年中，苏黎世已简化了业务组合，重点专注于保险业。在一项声明中，集团解释了名称变更背后的原因。“为了突出这一战略重点，公司名称中不再提及金融服务，而是强调了集团的保险活动，从而相应地指明我们的目标。” 
时间表
1872年，苏黎世作为一家海上再保险公司组建而成，公司名称为“Versicherungs-Verein”。
1875年，苏黎世将业务转移到意外保险领域，并将公司更名为苏黎世交通和意外有限公司（Zurich Transport and Accident Limited）。
1880年，苏黎世在经历严重损失后停止了海上业务。
1894年，苏黎世更名为苏黎世一般意外和责任保险有限公司（Zurich General Accident & Liability Insurance Limited）。

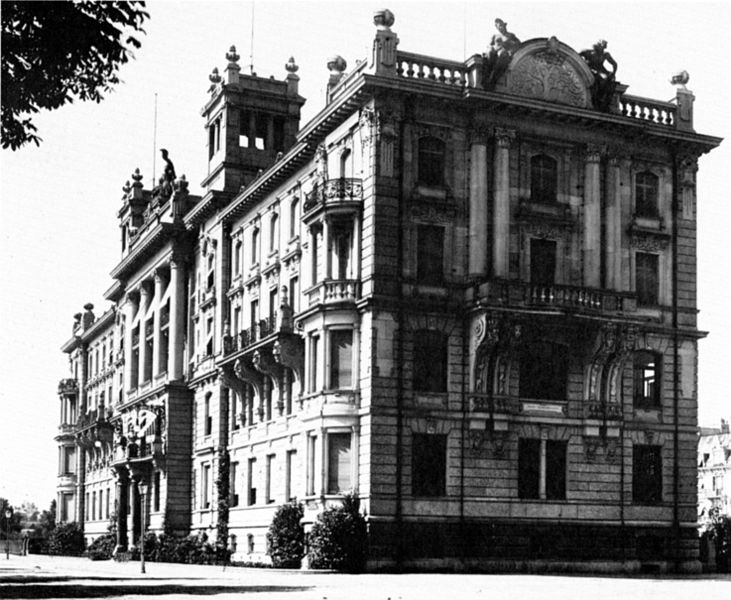
1905 年左右设于苏黎世的苏黎世总部，当时称为苏黎世一般意外和责任保险公司（Zurich General Accident and Liability Insurance）

1912年，苏黎世获得了在美国开展业务的必要许可。
1915年，苏黎世首次收购了一家完整的公司，即位于巴塞罗纳的 Hispania Compania General de Seguros。
1922年，苏黎世作为首家外国保险公司进入英国一般保险市场，承保直接意外险。
苏黎世在瑞士成立了 VITA 人寿保险公司（VITA Life Insurance Company）。
1925年，苏黎世成为英国所有新售福特汽车的官方保险商。
1929年，成立了苏黎世纽约火灾保险公司（Zurich Fire Insurance Company of New York）。
1939年，在纽约成立了美国担保和责任公司（American Guarantee and Liability Company）。
1955年，苏黎世将自己确定为一家一站式批发保险公司，并更名为苏黎世保险公司（Zurich Insurance Company）。
1961年，蘇黎世進入大中華市場。
1976年，成立了国际部（International Division）。
1978年，成立了风险工程部（Risk Engineering）。
1986年，苏黎世获得了日本的保险许可。
1996年，成立了苏黎世资本市场。
1997年，苏黎世获得了纽约 Scudder, Stevens & Clark（一家纯粹的非保险金融公司）的多数股权。
1998年，苏黎世兼并了英国 BAT 公司的金融服务部，并成为了苏黎世金融服务公司（Zurich Financial Services）。
2003年，启动了“苏黎世之路”（Zurich Way）计划，旨在标准化核心业务流程并共享最佳实践。
2004年，蘇黎世金融集團出售在台灣的人壽業務及資產（包含15萬名客戶及200億新台幣資產），由遠雄集團旗下的遠雄人壽概括承受，蘇黎世金融集團在台業務將專注於產險部分。
2005年，苏黎世启动了其全球品牌活动“以先见应万变”（Because change happenz）。
2008年，引入了苏黎世 HelpPoint 概念。
2010年，苏黎世首次出现在 Interbrand 排行榜中的顶级全球品牌中。
2012年，苏黎世金融服务有限公司更名为苏黎世保险集团有限公司。
2013年，蘇黎世保險於7月12日以私募形式出售所持有的新華保險9,750萬股H股予少部分機構投資者，佔新華保險已發行股本的3.1%。所售股份每股定價為22.5元（約2.90美元），總發售收益將會為21.94億元。交易完成後，蘇黎世持有新華保險2.925億股H股，占其H股總量的28.28%，以及占新華保險已發行股本的9.4%。同年11月20日，蘇黎世保險以每股25元，悉售手持的新華保險（1336）2.925億股H股或9.4%股權，套現金額高達73億元。
2017年，台灣的豐田汽車代理商和泰汽車透過旗下的和展投資，於1月份以新台幣64億元，買下蘇黎世產物保險在台業務，並完成交割，並更名為和泰產物保險。
2017年4月，蘇黎世保險斥資5.54億美元收購Cover-More集團。
2017年12月12日，蘇黎世保險斥資28.5億澳元（21億美元）收購澳新銀行旗下的OnePath保險。

## 业务结构
苏黎世保险集团有限公司共分为三个核心业务部门。

### General Insurance
苏黎世的 General Insurance 可为个人、中小型企业和大型跨国公司提供汽车、家庭和商业产品及服务。 

### Global Life
苏黎世的 Global Life 可为客户提供一流的人寿保险，以及储蓄、投资和养老金解决方案。

### Farmers
苏黎世的 Farmers 部门包括为 Famers Exchanges（不归苏黎世所拥有）提供非理赔类管理服务的 Farmers Mangement Services；以及 Farmers RE 业务，其中包括由集团从 Farmers Exchange 承接的再保险业务。苏黎世的 Farmers Insurance Group 是美国的第三大保险集团。

## 产品
苏黎世保险集团有限公司可为个人、中小型企业和大型跨国公司提供一般及人寿保险产品，包括汽车保险、家庭保险、一般责任保险、人寿保险、重疾保险、储蓄与投资规划、养老金与退休金规划等等。 

## 开展业务的地区
众所周知，苏黎世是一家全球性保险公司，广泛涉足于全球最具吸引力的保险市场中。公司为 170 多个国家/地区的客户提供服务，业务主要集中在欧洲、北美、亚太和拉美地区。

## 企业管理
2009 年，苏黎世被《慈善时报》（Charity Times）评选为“最佳保险服务公司” ，并在 2010 年再次荣获此荣誉。 
据公司网站记载，苏黎世社会信托（Zurich Community Trust，位于英国）自 1981 年起的捐款额已超过 6000 万英镑，其目标是通过支持 600 多家慈善组织来解决关键社会问题，从而对 80,000 以上人们的生活产生重大影响。 苏黎世是从社会商业协会（Business in the Community）收到 Community Mark 的首批公司之一，并已成功保留了三年。
在集团层面上，苏黎世基金会（Z Zurich Foundation）的使命是帮助个人和社会了解并管理风险，充分利用苏黎世作为一家保险公司的核心实力。通过与实践行动组织（Practical Action）、雨林联盟（Rainforest Alliance）和红十字会与红新月会国际联合会（International Federation of Red Cross and Red Crescent Societies）等选定非营利性组织进行长期合作，苏黎世正在实现上述目标。.2012 年 3 月，苏黎世向苏黎世基金会提供了价值 1 亿美元的大笔投资，充分兑现了其对该基金会的承诺。
2011 年，苏黎世启动了免费在线资源 My Community Starter，旨在让社会活动的参与更加简单。

## 金融表现/信息
苏黎世保险集团有限公司（“Zurich”）已在瑞士证券交易所上市，代码为 ZURN。截止到 2012 年 12 月，共有 148,300,123 份已全部缴款记名股票 和 124,847 名股票持有者。
24.7% 的记名股票持有者为私人（所有已发行股票的 15.3%），7.2% 的持有者为基金会和退休基金（所有已发行股票的 4.5%），68.1% 的持有者为其他法人实体（所有已发行股票的 42.3%）。
在其 2012 年全年结果中，苏黎世报告的税后净收入（归功于股票持有者）为 3.878 亿美元，比上一年高出 3%，公司营业利润为 4.075 亿美元。公司宣称其全年股息为 17.00 瑞士法郎，将于 2013 年 4 月支付。
公司具有稳健的资本状况，截止到 2012 年 12 月 31 日，按 Solvency 1 的偿付能力比率为 278%，按瑞士偿付能力测试（Swiss Solvency Test）的偿付能力比率为 178%，远远高于最低资本要求。排名机构的报告中便可体现出苏黎世资产负债表的实力。截止到 2012 年 12 月 31 日，苏黎世保险有限公司被标准普尔 （Standard and Poor’s）评定为“AA-/stable”，被穆迪（Moody’s）评定为“Aa3/stable”，并被 A.M Best 评定为“A+/stable”。
下面所有数字均为年末 12 月 31 日所对应的数字，并且单位为“百万美元”，除非另有说明。
| 年末 12 月 31 日 | 收入（百万美元 | 税前利润（百万美元 | 税后利润（百万美元 | 每份股票的基本收益（瑞士法郎） |
| ---------------- | -------------- | ------------------ | ------------------ | ------------------------------ |
| 2012             | 70,414         | 4,075              | 3,878              | 24.79                          |
| 2011             | 52,983         | 4,243              | 3,750              | 22.69                          |